# Rudolf Kobilica
Rudolf Kobilica, slovenski pedagog, * 5. april 1907, Ljubljana, † 8. avgust 1978, Ljubljana.
Po končamem učiteljišču leta 1927 se je v rojstnem kraju zaposlil na osnovni šoli in ob delu študiral ter 1937 diplomiral iz pedagogike, psihologije in geografije na ljubljanski filozofski fakulteti. Po diplomi je postal pedagoški vodja prve slovenske poskusne osnovne šole v Ljubljani. Leta 1938 je obnovil Slovenski šolski muzej in ga vodil do 1942, ko so ga italijanski fašisti poslali v internacijo. Po osvoboditvi je bil v letih 1945 - 1947 ravnatelj ljubljanskega učiteljišča, nato do upokojitve profesor na Šolskem centru za blagovni promet v Ljubljani.